# La caiguda d'Ícar
La caiguda d'Ícar (al principi titulat Les forces de vida i d'esperit que triomfen per sobre del mal o senzillament el Mural de la UNESCO) és un mural fet per Pablo Picasso. Està fet amb 40 rajoles de caoba pintades, cobrant una superfície de 90 metres quadrats, fet que el converteix en l'obra més gran de Picasso. Va ser encarregat per l'edifici de la seu central de la UNESCO a París i va ser inaugurat el 29 de març de 1958.